# Antipop Consortium
Gli Antipop Consortium sono un gruppo musicale statunitense di hip hop alternativo.

## Storia
Fondati nel 1997 e composti da Beans, High Priest e M. Sayyid, esordirono con una serie di singoli a cui seguì il primo album in studio The Isolationist (1999). Nello stesso periodo vennero scritturati dalla Warp Records. Si sciolsero nel 2002. Soltanto Beans avviò una carriera in proprio. La band tornò in attività nel 2007. Nel corso della loro carriera hanno collaborato con DJ Vadim, Matthew Shipp, Bill Laswell, DJ Krush, Modeselektor e altri artisti elettronici e alternativi.

## Formazione
- Beans
- High Priest
- M. Sayyid

## Discografia parziale

### Album in studio
- 1999 – The Isolationist (con DJ Vadim, come The Isolationist)
- 2000 – Tragic Epilogue
- 2001 – Shopping Carts Crashing
- 2002 – Arrhythmia
- 2003 – Antipop vs. Matthew Shipp (con Matthew Shipp)
- 2009 – Fluorescent Black